# Mederbach
Der Mederbach (im Unterlauf auch Niederwiesenbach oder Wildbach genannt) ist ein Fliessgewässer im Bezirk Andelfingen des Kantons Zürich und ein rechter Zufluss der Thur. Er ist ein mittelsteiles, mittleres Fliessgewässer des kollinen, karbonatischen Mittellands.

## Geographie

### Verlauf
Der Oberlauf des Mederbachs bei Trüllikon heisst auch «Trüllikerbach». Der Quellbach entspringt an der Gemeindegrenze zu Truttikon und ist bis in das Dorfzentrum von Trüllikon eingedolt. Bis zur Mitte des 20. Jahrhunderts durchquerte der Bach das Dorf in der Senke zwischen der Schlossgasse und der Diessenhoferstrasse. Heute beginnt das offene Gewässer erst unterhalb der Mühle (heute «Weinlandmühle Trüllikon») in der Hagewiis. Die östlich von Trüllikon gelegenen kleinen Nebenbäche sowie der Massholterengraben und die Gewässer westlich des Dorfes, zum Beispiel der Bach aus dem Tellengraben und die Bäche aus dem ehemaligen Sumpfgebiet an den «Weihern» beim Nägelibuck, sind seit den Meliorationen im Landwirtschaftsgebiet mehrheitlich ebenfalls eingedolt. Die Landschaft in der Umgebung ist von vielen kleinen Hügeln geprägt, die als Drumlins im Eiszeitalter entstanden sind und im Weinländer Dialekt «Buck» oder «Büel» genannt werden.
Das Gerinne des Mederbachs hat über weite Strecken den Charakter eines künstlich angelegten Kanals, der das flache Gebiet von Trüllikon bis Oerlingen (in der Gemeinde Kleinandelfingen), wo er auch «Niderbach» heisst, und Marthalen entwässert. In diesem vier Kilometer langen Abschnitt hat der Bach ein Gefälle von nur gerade 20 Metern. Oberhalb von Oerlingen überquert die Autostrasse A4 und im Dorf die Hauptstrasse 15 den Bachgraben.
Einige Feuchtgebiete, die zwischen eiszeitlichen Moränenhügeln im Einzugsbereich des Baches entstanden waren, sind erhalten geblieben und umfassen wertvolle Moorlandschaften wie das Oerlinger Riet, das von einem grossen, verlandeten Weiher stammt, das Dachsenhuser Riet und die Landschaft am Husemersee bei Ossingen. Diese Moorgebiete sind im Bundesinventar der Flachmoore von nationaler Bedeutung verzeichnet. Aus dem See fliesst der Seegraben oder Bruggbach zu den beiden Amtweihern, die nach der Ausbeutung der Torfschicht entstanden sind, und weiter zum Mederbach.
An der Mederhalden überquert die Rheinfallbahn das Tal des Mederbachs. Dieser erreicht bei der «Obermüli» die Ortschaft Marthalen und nimmt im Dorf von rechts den Abistbach auf. Zwischen der Leeberen und dem Guggenbühl hat der Mederbach ein kleines Tal in die Schotterebene, die sich 50 Meter über die Auenlandschaft an Rhein und Thur erhebt, gegraben. In der Senke bei «Nidermartel» steht die Untere Marthaler Mühle.
Unterhalb der Mündung des Abistbachs in den Mederbach wird dieser auch Niederwiesenbach oder Wildbach genannt. Früher versickerte der Bach in den «Niderwiesen» beim mehrere Quadratkilometer grossen Waldgebiet «Niderholz» auf einer mittleren Schotterterrasse, die selbst noch 20 Meter über dem aktuellen Wasserstand der Flüsse liegt. Seit den 1960er Jahren fliesst der Bach durch die Kiesgrube der Firma Toggenburger AG am Junckerebuck. Im Jahr 2019 liess der Kanton Zürich einen Abschnitt des Niederwiesenbachs von 1,2 Kilometer Länge renaturieren; der Bach fliesst jetzt in einem breiten und neu bestockten Gewässerraum. Im Wald folgt der Bach dann einer Senke, die von einem ehemaligen Altarm des Rheins stammt. Im artenreichen Waldgebiet hat der Biber seit 2007 den Mederbach aufgestaut und einen neuen Waldsee gebildet, der als grösster Bibersee der Schweiz gilt und von einem neu entstandenen Sumpfgebiet umgeben ist. Die Zone ist seit 2013 durch einen Waldreservatsvertrag zwischen dem Kanton Zürich, der Gemeinde Marthalen und Pro Natura geschützt.
Weiter folgt der Bach in südlicher Richtung dem Flaacher Weg und mündet beim Wollauerhau etwas oberhalb der Ellikerbrücke in die Thur. Die Auenlandschaft an der Thur gehört zum Gebiet der Gemeinde Flaach.

### Einzugsgebiet
Das 30,66 km² grosse Einzugsgebiet des Mederbachs liegt im Schweizer Mittelland und wird durch ihn über die Thur und den Rhein zur Nordsee entwässert.
Es besteht zu 29,8 % aus bestockter Fläche, zu 57,0 % aus Landwirtschaftsfläche, zu 11,2 % aus Siedlungsfläche und zu 2,0 % aus unproduktiven Flächen.
Die Flächenverteilung
Die mittlere Höhe des Einzugsgebietes beträgt 428 m ü. M.

### Zuflüsse
Direkte und indirekte Zuflüsse. Namen und Längen nach dem Geoportals des Kantons Zürich
- Trüllikerbach (rechter Quellbach, Hauptstrang)
  - Massholterengraben (rechts), 0,6 km
  - Hungergraben / Tellengraben (rechts), 1,4 km
    - Mündlimoosbach (rechts), 0,1 km

  - Längenrietgraben (rechts), 2,2 km
- Niedereisenbach (Bruggbach, Seegraben) (linker Quellbach, Nebenstrang), 5,2 km
  - Rietbach (linker Quellbach)
  - Wattbach (rechter Quellbach), 5,2 km
  - Ammenrietgraben (rechts), 0,1 km
- Abistbach (rechts)
  - Jesbach (linker Quellbach, Hauptstrang)
  - Dorfbach (rechter Quellbach, Nebenstrang), 2,3 km
    - Guggerenbach (rechts), 0,2 km
    - Bacherenbach (rechts), 0,3 km

  - Mettlengraben (rechts), 0,7 km

## Hydrologie
An der Mündung des Mederbachs in die Thur beträgt seine modellierte mittlere Abflussmenge (MQ) 300 l/s, und sein Abflussregimetyp ist pluvial inférieur.
Der  modellierte monatliche mittlere Abfluss (MQ) des Mederbachs in l/s

## Natur und Umwelt
Der Bach fliesst durch zwei Gebiete, die im Bundesinventar der Landschaften und Naturdenkmäler von nationaler Bedeutung (BLN) verzeichnet sind: Im oberen Abschnitt liegt eine Strecke des Gewässers in der «Glaziallandschaft zwischen Thur und Rhein» (BLN-Gebiet 1403), und der Unterlauf durchquert einen Teil der Landschaft «Untersee – Hochrhein» (BLN-Gebiet 1411). Die Mündung liegt im Naturschutzgebiet Thurauen und in der Landschaft «Eggrank-Thurspitz», die ein Auengebiet von nationaler Bedeutung ist.